# Ford Zetec
Der Name Zetec wurde von Ford für verschiedene Reihen-Vierzylinder-Motorenbaureihen mit 1,0 bis 2,0 Liter Hubraum und unterschiedlichen Leistungsstufen verwendet. Zusätzlich trägt in verschiedenen Ländern eine Ausstattungslinie von Ford-Fahrzeugen den gleichen Namen.
Auch zwei von Cosworth im Auftrag von Ford entwickelte 3,5-Liter-V8- und 3,0-Liter-V10-Motoren in der Formel-1-Weltmeisterschaft trugen den Namen Zetec, obwohl diese Motoren vollständig eigene Entwicklungen waren. Mit einem solchen Motor gewann Michael Schumacher im Jahr 1994 im Benetton B194 seinen ersten Weltmeistertitel.

## Name
Ende der 1980er Jahre wurden in der Ford-Motorenentwicklung verschiedene Zylinderkopfkonzepte entwickelt, die mit griechischen Buchstaben bezeichnet wurden. Der Typ Zeta setzte sich schließlich für die Serienfertigung durch. Da jedoch seitens des italienischen Automobilherstellers Lancia eine Klage zu erwarten war (Lancia baute ein Auto mit dem Namen Zeta und hielt die Namensrechte), wurde der Motor in Zetec umbenannt, eine Wortschöpfung aus Zeta und Technology.
Der Name sollte zusätzlich den technischen Anspruch mit 16 Ventilen und zwei oben liegenden Nockenwellen unterstreichen. 2002 begann Ford aus Marketinggründen damit, seine Ottomotoren nach und nach in „Ford Duratec“ umzubenennen. Mit Einführung der zweiten Baureihe des Focus im Jahre 2004 verschwand der Name Zetec als Motorbezeichnung. Die Ausstattungslinien wie Zetec oder Zetec-S werden jedoch in einigen Märkten weiterhin verwendet.
Die Bezeichnung Zetec wurde von Ford für drei verschiedene Typen von Ottomotoren verwendet. Dies führt leicht zu Verwirrungen, da diese Motoren nicht viel gemeinsam haben.

## Motortypen
Die Bezeichnung Zetec wurde für folgende Motoren verwendet:
| Name          | Typ        | Hubraum                                                              | Baujahr            | Ventilsteuerung   |
| ------------- | ---------- | -------------------------------------------------------------------- | ------------------ | ----------------- |
| Zetec/Zetec-E | Ford Zeta  | 1,6 l (1597 cm³) 1,8 l (1796 cm³) 2,0 l (1988 cm³)                   | 1992–2004          | DOHC, Zahnriemen  |
| Zetec-SE      | Ford Sigma | 1,25 l (1242 cm³) 1,4 l (1388 cm³) 1,6 l (1596 cm³) 1,7 l (1679 cm³) | 1995–2018          | DOHC, Zahnriemen  |
| Zetec-Rocam   |            | 1,0 l (999 cm³) 1,3 l (1297 cm³) 1,6 l (1597 cm³)                    | 2000–2008 (Europa) | SOHC, Steuerkette |

### Zeta-Familie

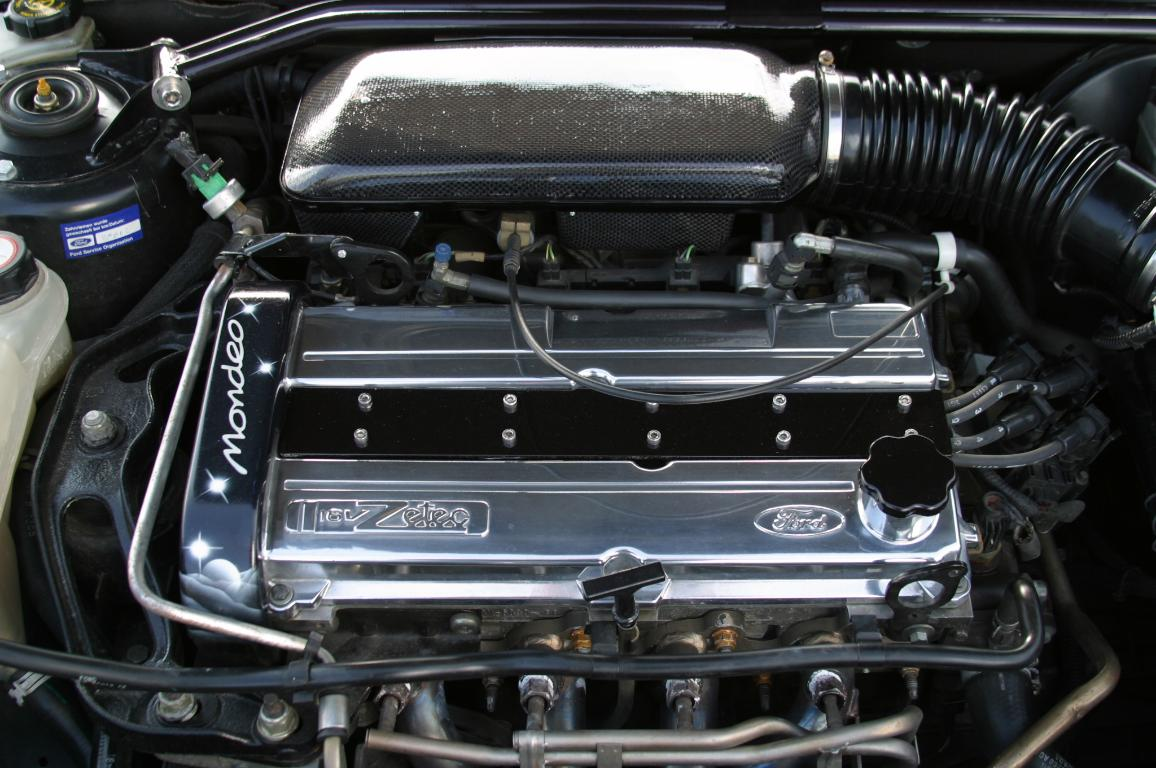
Zetec-E 1.8 16V in einem Mondeo

Im Jahr 1992 wurde der Zetec DOHC-16V-Motor eingeführt. Der Motor sollte einen Teil der CVH- und die OHC/DOHC-Motoren ersetzen. Der Motorblock basiert noch auf dem CVH, der Zylinderkopf wurde neu entwickelt. Der Motor hat 16 Ventile, zwei obenliegende Nockenwellen, hydraulische Stößel (ab 1999 mechanisch), einen einteiligen Leichtmetallzylinderkopf, einen Graugussmotorblock und eine Ölwanne aus Aluminium. Die Nockenwellen werden über einen Zahnriemen angetrieben, die Lichtmaschine, Wasser- und Servopumpe über einen Flachrippenriemen.
Anfangs wurde der Motor mit 1,6 und 1,8 Litern Hubraum in den Modellen Escort und Fiesta angeboten, mit Vorstellung des neuen Mondeo 1993 war der Motor auch mit 2,0 Litern Hubraum erhältlich.
1995 gab es kleine technische Überarbeitungen, ab diesem Zeitpunkt hieß der Motor Zetec-E.
Mit Einführung des neuen Focus 1998 gab es weitreichende Änderungen am Motor. Motorblock und Ölwanne wurden überarbeitet, um Geräuschentwicklung und Vibrationen zu verringern. Es wurden wieder mechanische Ventilstößel mit Einstellplättchen eingesetzt, die Pleuel wurden verlängert, im Gegenzug wurden niedrigere Kolben verwendet.
Dieser Motor wurde auch im ersten Focus RS verwendet. Der 2,0-Liter-Motor mit Turboaufladung leistete 158 kW (215 PS), die Bezeichnung auf dem Ventildeckel lautete bereits Duratec RS.

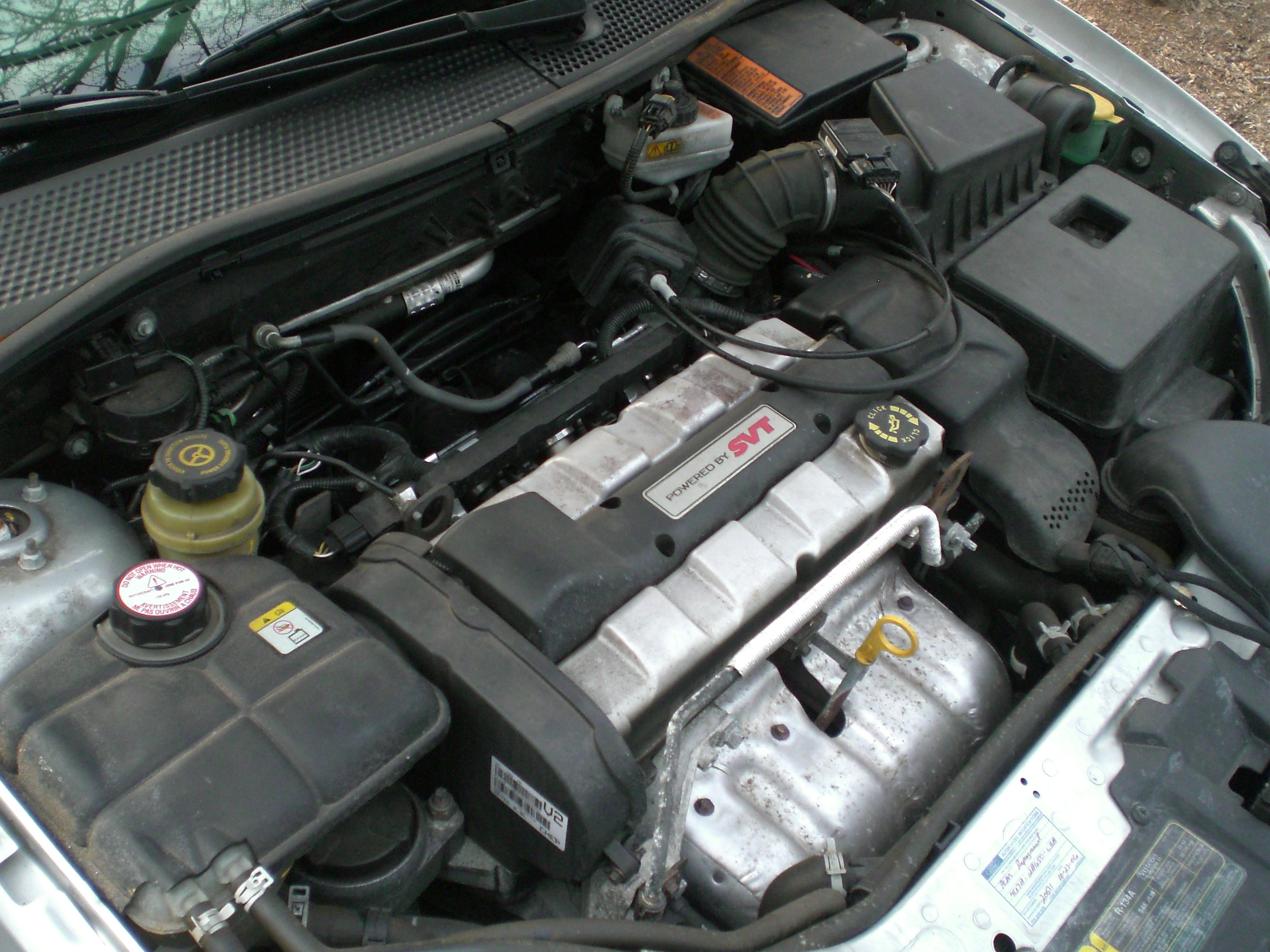
Duratec ST im Focus SVT

Für den Focus ST170 wurde der 2,0-Liter-Motor mit einer Einlassnockenwellenverstellung, einem speziellen Fächerkrümmer, einem Schaltsaugrohr und einem von Cosworth überarbeiteten Zylinderkopf ausgerüstet. Mit geringfügigen Änderungen am Motorblock leistete der als Duratec ST beschriftete Motor 127 kW (173 PS). Dieser Motor wurde auch im nordamerikanischen Focus angeboten und als Focus SVT vermarktet.
Die einzelnen Motortypen lassen sich relativ leicht am Ventildeckel unterscheiden. Die ersten Zetecs haben einen silbernen Deckel mit der unten links angebrachten Bezeichnung „DOHC16V“, der Zetec-E trägt dort die Bezeichnung „ZETEC16V“. Ab Einführung des Focus verfügt der Zetec über einen schwarzen Ventildeckel (Baujahre bis ca. 2000 aus Leichtmetall, danach Kunststoff) und wird deshalb vor allem im englischen Sprachraum umgangssprachlich als „Blacktop“ bezeichnet. Der Motor des ST170 hat wegen der durch die Nockenwellenverstellung geänderten Bauform des Zylinderkopfes ein eigenständiges Design des Deckels aus Aluminium mit einer schwarzen Kunststoffabdeckung über den Zündkerzen.
Der Motor wurde und wird von Herstellern von Kit-Cars und Kleinserienherstellern verwendet. So findet sich der Zetec unter anderem im Donkervoort D8 oder im Westfield SE.
Die Zeta Motorenfamilie wurde von 1991 bis Ende 2004 gebaut. Sie wurde größtenteils durch den auf dem Mazda MZR basierenden Duratec-HE ersetzt, die kleineren Leistungsklassen wurden durch den Zetec-SE ersetzt.

### Sigma-Familie
Der Zetec-SE (auch mit der Beschriftung Zetec-S zu finden) wurde in Zusammenarbeit mit Yamaha entwickelt. Die Konstruktion des Motors unterscheidet sich grundlegend von der der Zeta-Familie. Ein- und Auslassseite sind im Vergleich zum Zeta vertauscht, Motorblock und Zylinderkopf sind aus Leichtmetall. Ansonsten handelt es sich auch um einen Vierzylinder-Ottomotor mit 16 Ventilen mit zwei obenliegenden Nockenwellen, die über einen Zahnriemen angetrieben werden. Der Motor wurde 1996 mit Einführung des neuen Ford Fiesta vorgestellt und war anfangs mit 1,25 und 1,4 Litern Hubraum erhältlich. Mit Vorstellung des Ford Puma wurde die Motorenpalette um 1,6 und 1,7 Liter Hubraum erweitert.
Die 1,7-Liter-Version leistete 92 kW (125 PS) und war ausschließlich im Puma erhältlich. Sie hat einen überarbeiteten Ansaugtrakt aus Leichtmetall und eine Nockenwellenverstellung. Eine elektrisch angesteuerte, hydraulische Verstelleinheit verdreht die Einlassnockenwelle und erreicht so eine hohe Drehmomentabgabe über den gesamten Drehzahlbereich. Weiterhin hat der Motor eine interne Abgasrückführung, sodass auf ein externes EGR-System verzichtet werden kann. Neu war zudem die Anordnung der Ventileinstellscheiben. Um die beschleunigten Massen des Ventiltriebes möglichst gering zu halten, sind diese unterhalb der Tassenstößel angeordnet und können dadurch kleiner ausfallen.
Die Motoren mit 1,25 bis 1,6 Liter Hubraum wurden außerdem im Ford Focus, Ford Fusion und im Mazda 121 angeboten.
Ab 2002 wurden die Motoren mit Duratec beschriftet und auch im Ford B-MAX, Ford C-MAX und im Ford Mondeo verwendet.
Ab 2004 wurde die 1,6-Liter-Version als erster Ford-Motor mit zwei unabhängig voneinander verstellbaren Nockenwellen (Ti-VCT, Twin independent variable camshaft timing) ausgerüstet.
Der 1,6-Liter-Ti-VCT-Motor wurde ab Werk auch als Flexifuel-Variante im Focus angeboten. Dieser Motor kann sowohl mit handelsüblichem Benzin als auch mit Ethanol-Kraftstoff (E85) betrieben werden. Der Motor und die Motorsteuerung sind speziell auf den Betrieb mit Ethanol abgestimmt, jedes beliebige Mischungsverhältnis zwischen Benzin und Ethanol ist dabei möglich. Es wird nur ein Kraftstofftank verwendet, das Mischungsverhältnis wird durch Sensoren ermittelt. Dieser Motor ersetzte den 1,8-Liter-Duratec-Flexifuel. Der 2,0-Liter-Duratec-Flexifuel wurde für Mondeo, S-Max und Galaxy angeboten.
Der Motor wurde auch oft im Rennsport eingesetzt, so im Ford Puma Cup, im Ford Fiesta ST Cup, in diversen Formelserien, als Super-1600-Motor und im Amateursport.
Mit dem Auslaufen der siebten Modellreihe des Ford Fiesta und der dritten Modellreihe des Ford Focus wurden die Zetec-SE-Motoren durch die neuen turboaufgeladenen EcoBoost-Motoren und neu entwickelte Dreizylinder-Saugmotoren ersetzt. Der Zetec-SE diente als Entwicklungsgrundlage für den EcoBoost-Motor.

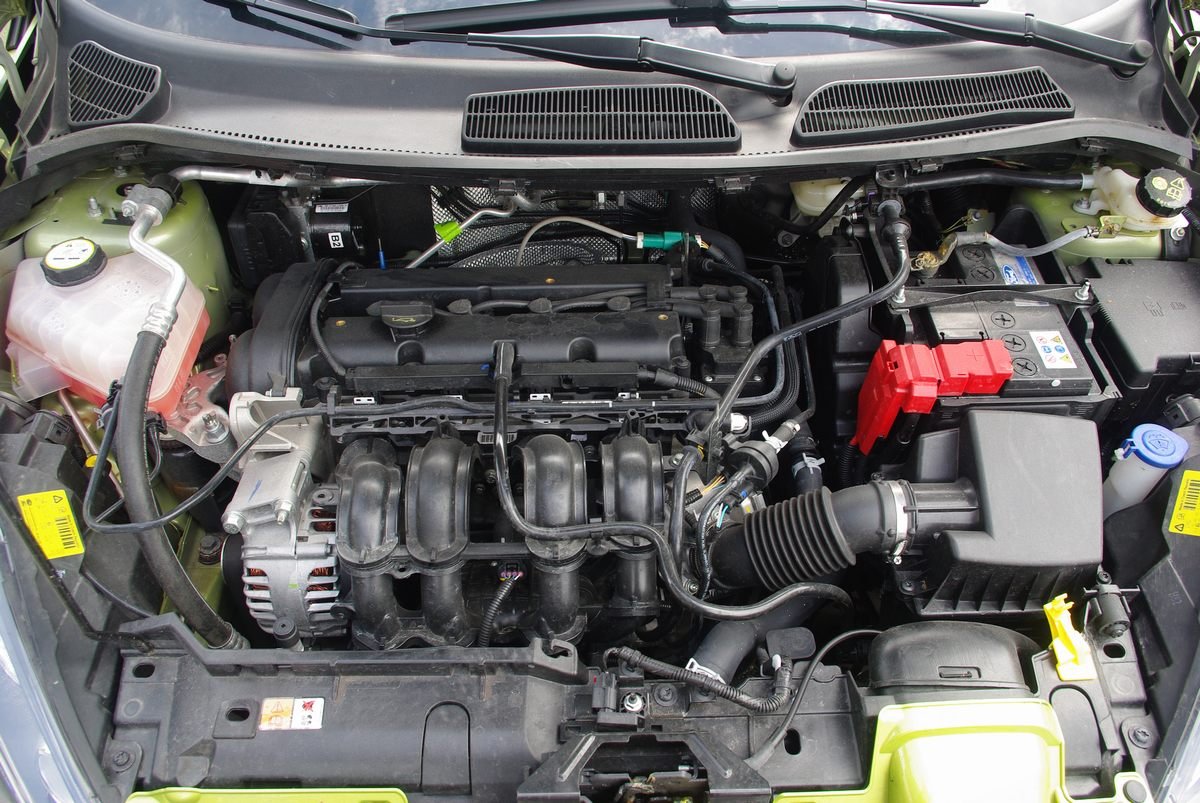
1,25-Liter-Duratec-Motor in einem 2009er Ford Fiesta
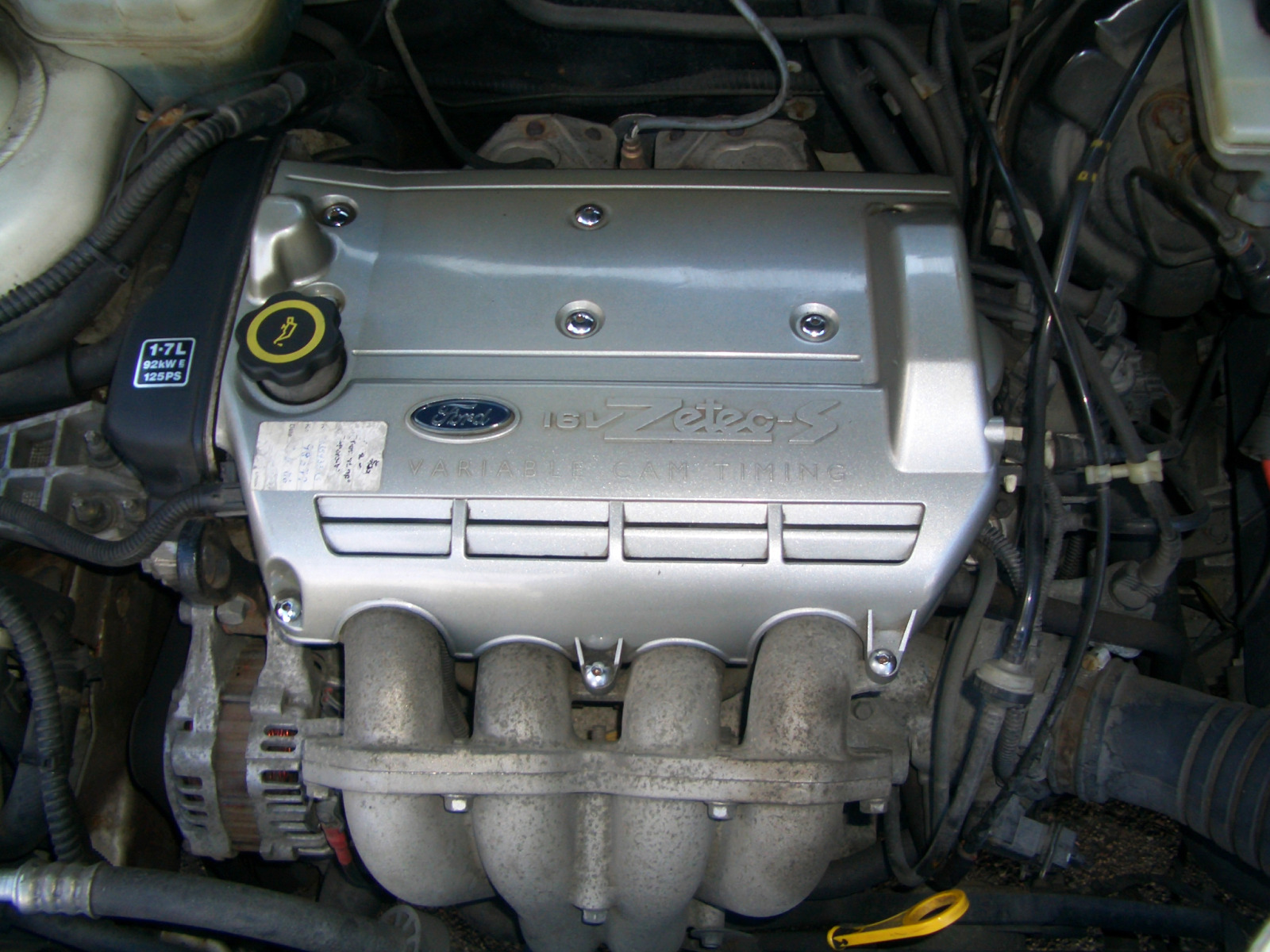
1,7-Liter-Zetec-S-Motor in einem Ford Puma
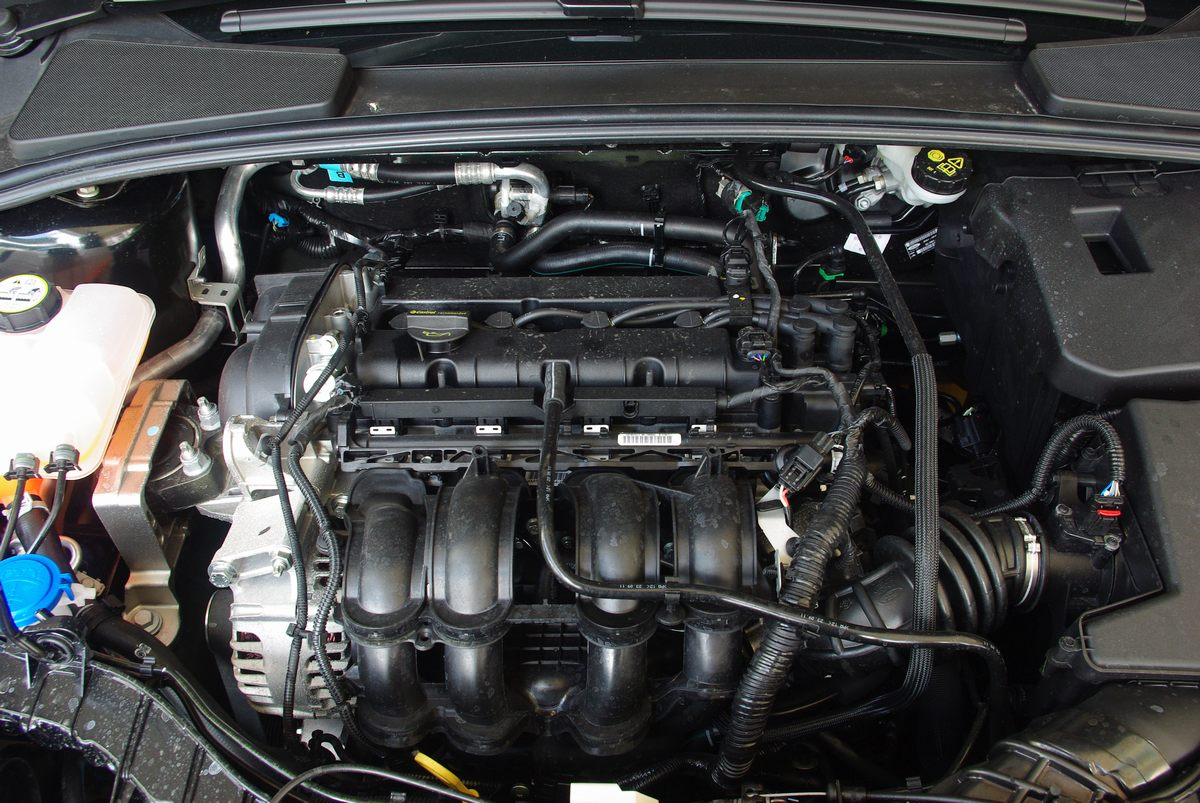
1,6-Liter-Duratec-Motor in einem 2012er Ford Focus mit Ti-VCT

### Zetec-Rocam
Ford Brasilien entwickelte im Jahr 2000 eine günstigere Version des Zetec-S. Er hat eine obenliegende, über eine Steuerkette angetriebene Nockenwelle und acht Ventile, die über Rollenschlepphebel (Rocam rollerfinger camshaft) betätigt werden. Der Zylinderkopf ist aus Leichtmetall, der Motorblock aus Grauguss. Dieser Motor lief deutlich rauer und lauter als der Zetec-S, das maximale Drehmoment war jedoch höher. Der Motorblock basiert auf dem des 1959 eingeführten Kent-Motors.
In Südamerika wird der Motor bis heute in verschiedenen Varianten mit 1,0 bis 1,6 Litern Hubraum angeboten. 2002 wurde der Motor in Europa mit einem Hubraum von 1,3 Liter eingeführt und mit Duratec 8V bezeichnet. Er war beim Ka und beim Fiesta '02 erhältlich. Später war eine 1,6-Liter-Variante für den SportKa und den Streetka verfügbar. Mit dem Auslaufen der Modellgenerationen im Jahr 2008 endete der Verkauf dieser Motoren in Europa. Die europäischen Versionen des Motors produzierte Ford in Südafrika.

## Zetec als Ausstattungsvariante
Seit 1998 gibt es in Großbritannien den Namen Zetec auch als Ausstattungsvariante, er ersetzte dort die Variante Si. Zetec bezeichnet üblicherweise die sportlicheren Varianten, allerdings ist in diesen Fahrzeugen nicht zwingend auch ein Zetec-Motor eingebaut. So werden auch mit einem Dieselmotor angetriebene Fahrzeug als Zetec angeboten. Nach dem Ende des Namens Zetec als Motorenbezeichnung wird die Ausstattungsvariante von Ford in Großbritannien weiterhin verwendet.

## Verwendung (Europa)
| Zeta           | Zeta                                     | Zeta                                     | Zeta                                     | Zeta                                     | Zeta                                     | Zeta                                     | Zeta                                     | Zeta                                     | Zeta                                     | Zeta                                     | Zeta                                     | Zeta                                     |
| Bezeichnung    | Hubraum                                  | Leistung                                 | Ka                                       | Streetka                                 | Fiesta                                   | Fusion                                   | Puma                                     | Escort                                   | Focus                                    | Mondeo                                   | Cougar                                   | Connect                                  |
| -------------- | ---------------------------------------- | ---------------------------------------- | ---------------------------------------- | ---------------------------------------- | ---------------------------------------- | ---------------------------------------- | ---------------------------------------- | ---------------------------------------- | ---------------------------------------- | ---------------------------------------- | ---------------------------------------- | ---------------------------------------- |
| 1,6 16V        | 1.597 cm³                                | 65 kW/88 PS                              |                                          |                                          | X                                        |                                          |                                          | X                                        |                                          | X                                        |                                          |                                          |
| 1,6 16V        | 1.597 cm³                                | 66 kW/90 PS                              |                                          |                                          | X                                        |                                          |                                          | X                                        |                                          | X                                        |                                          |                                          |
| 1,6 16V        | 1.597 cm³                                | 70 kW/95 PS                              |                                          |                                          |                                          |                                          |                                          |                                          |                                          | X                                        |                                          |                                          |
| 1,8 16V        | 1.796 cm³                                | 77 kW/105 PS                             |                                          |                                          | X                                        |                                          |                                          | X                                        |                                          |                                          |                                          |                                          |
| 1,8 16V        | 1.796 cm³                                | 82 kW/112 PS                             |                                          |                                          |                                          |                                          |                                          |                                          |                                          | X                                        |                                          |                                          |
| 1,8 16V        | 1.796 cm³                                | 85 kW/115 PS                             |                                          |                                          |                                          |                                          |                                          | X                                        | X                                        | X                                        |                                          |                                          |
| 1,8 16V        | 1.796 cm³                                | 96 kW/130 PS                             |                                          |                                          | X                                        |                                          |                                          | X                                        |                                          |                                          |                                          |                                          |
| 2,0 16V        | 1.988 cm³                                | 85 kW/115 PS                             |                                          |                                          |                                          |                                          |                                          |                                          |                                          |                                          |                                          | X                                        |
| 2,0 16V        | 1.988 cm³                                | 96 kW/130 PS                             |                                          |                                          |                                          |                                          |                                          |                                          | X                                        | X                                        | X                                        |                                          |
| 2,0 16V        | 1.988 cm³                                | 100 kW/136 PS                            |                                          |                                          |                                          |                                          |                                          |                                          |                                          | X 1                                      |                                          |                                          |
| 2,0 16V        | 1.988 cm³                                | 105 kW/143 PS                            |                                          |                                          |                                          |                                          |                                          |                                          |                                          | X 2                                      |                                          |                                          |
| 2,0 Duratec ST | 1.988 cm³                                | 127 kW/173 PS                            |                                          |                                          |                                          |                                          |                                          |                                          | X                                        |                                          |                                          |                                          |
| 2,0 Duratec RS | 1.988 cm³                                | 158 kW/215 PS                            |                                          |                                          |                                          |                                          |                                          |                                          | X                                        |                                          |                                          |                                          |
| Sigma          |                                          |                                          |                                          |                                          |                                          |                                          |                                          |                                          |                                          |                                          |                                          |                                          |
| Bezeichnung    | Hubraum                                  | Leistung                                 | Ka                                       | Streetka                                 | Fiesta                                   | Fusion                                   | Puma                                     | Escort                                   | Focus                                    | Mondeo                                   | Cougar                                   | Connect                                  |
| 1,25 16V       | 1.242 cm³                                | 55 kW/75 PS                              |                                          |                                          | X                                        | X                                        |                                          |                                          |                                          |                                          |                                          |                                          |
| 1,4 16V        | 1.388 cm³                                | 55 kW/75 PS                              |                                          |                                          |                                          |                                          |                                          |                                          | X                                        |                                          |                                          |                                          |
| 1,4 16V        | 1.388 cm³                                | 66 kW/90 PS                              |                                          |                                          | X                                        |                                          | X                                        |                                          |                                          |                                          |                                          |                                          |
| 1,6 16V        | 1.596 cm³                                | 74 kW/101 PS                             |                                          |                                          |                                          | X                                        |                                          |                                          | X                                        |                                          |                                          |                                          |
| 1,6 16V        | 1.596 cm³                                | 76 kW/103 PS                             |                                          |                                          | X                                        |                                          | X                                        |                                          |                                          |                                          |                                          |                                          |
| 1,7 16V        | 1.679 cm³                                | 92 kW/125 PS                             |                                          |                                          |                                          |                                          | X                                        |                                          |                                          |                                          |                                          |                                          |
| 1,7 16V        | 1.679 cm³                                | 115 kW/155 PS                            |                                          |                                          |                                          |                                          | X 3                                      |                                          |                                          |                                          |                                          |                                          |
| Duratec        | für weitere Varianten siehe Ford Duratec | für weitere Varianten siehe Ford Duratec | für weitere Varianten siehe Ford Duratec | für weitere Varianten siehe Ford Duratec | für weitere Varianten siehe Ford Duratec | für weitere Varianten siehe Ford Duratec | für weitere Varianten siehe Ford Duratec | für weitere Varianten siehe Ford Duratec | für weitere Varianten siehe Ford Duratec | für weitere Varianten siehe Ford Duratec | für weitere Varianten siehe Ford Duratec | für weitere Varianten siehe Ford Duratec |
| Zetec Rocam    |                                          |                                          |                                          |                                          |                                          |                                          |                                          |                                          |                                          |                                          |                                          |                                          |
| Bezeichnung    | Hubraum                                  | Leistung                                 | Ka                                       | Streetka                                 | Fiesta                                   | Fusion                                   | Puma                                     | Escort                                   | Focus                                    | Mondeo                                   | Cougar                                   | Connect                                  |
| Duratec 1,3 8V | 1.299 cm³                                | 44 kW/60 PS                              | X                                        |                                          | X                                        | X                                        |                                          |                                          |                                          |                                          |                                          |                                          |
| Duratec 1,3 8V | 1.299 cm³                                | 51 kW/69 PS                              | X                                        |                                          | X                                        | X                                        |                                          |                                          |                                          |                                          |                                          |                                          |
| Duratec 1,6 8V | 1.599 cm³                                | 70 kW/95 PS                              | X                                        | X                                        |                                          |                                          |                                          |                                          |                                          |                                          |                                          |                                          |

Einige Motoren der Sigma-Baureihe werden von Ford weiterhin als Duratec vertrieben.

## Zetec S3 DISI
2001 wurde auf der IAA in Frankfurt ein Zetec S3 DISI (Direct Injection Spark Ignition, übersetzt: Direkteinspritzung mit elektrischer Zündung) genannter Motor-Prototyp der Öffentlichkeit vorgestellt. Hierbei handelte es sich um einen Dreizylinder-Ottomotor mit 1,1 Liter Hubraum, der mittels Turboaufladung und Benzin-Direkteinspritzung 81 kW (110 PS) leisten sollte. Der Benzinverbrauch sollte 15 bis 30 Prozent geringer sein als der des 1,8-Liter-Motors mit ähnlicher Leistung. Eine Markteinführung dieses Motors fand jedoch nie statt, da der für Motor und Getriebe kalkulierte Aufpreis in Höhe von 4500 DM (~2.300 Euro, nach heutigem Wert 3.600 Euro) als nicht markttauglich angesehen wurden. Seit 2012 ist der neue EcoBoost-Motor mit 1,0 Liter Hubraum erhältlich. Der Dreizylinder leistete bei Markteinführung mit Turboaufladung und Direkteinspritzung 74 kW (100 PS) oder 92 kW (125 PS). Mit 4,8 Liter/100 km Verbrauch im Ford Focus war er der bis dahin sparsamste Ottomotor in der Kompaktklasse.

## Formel-1-Motoren

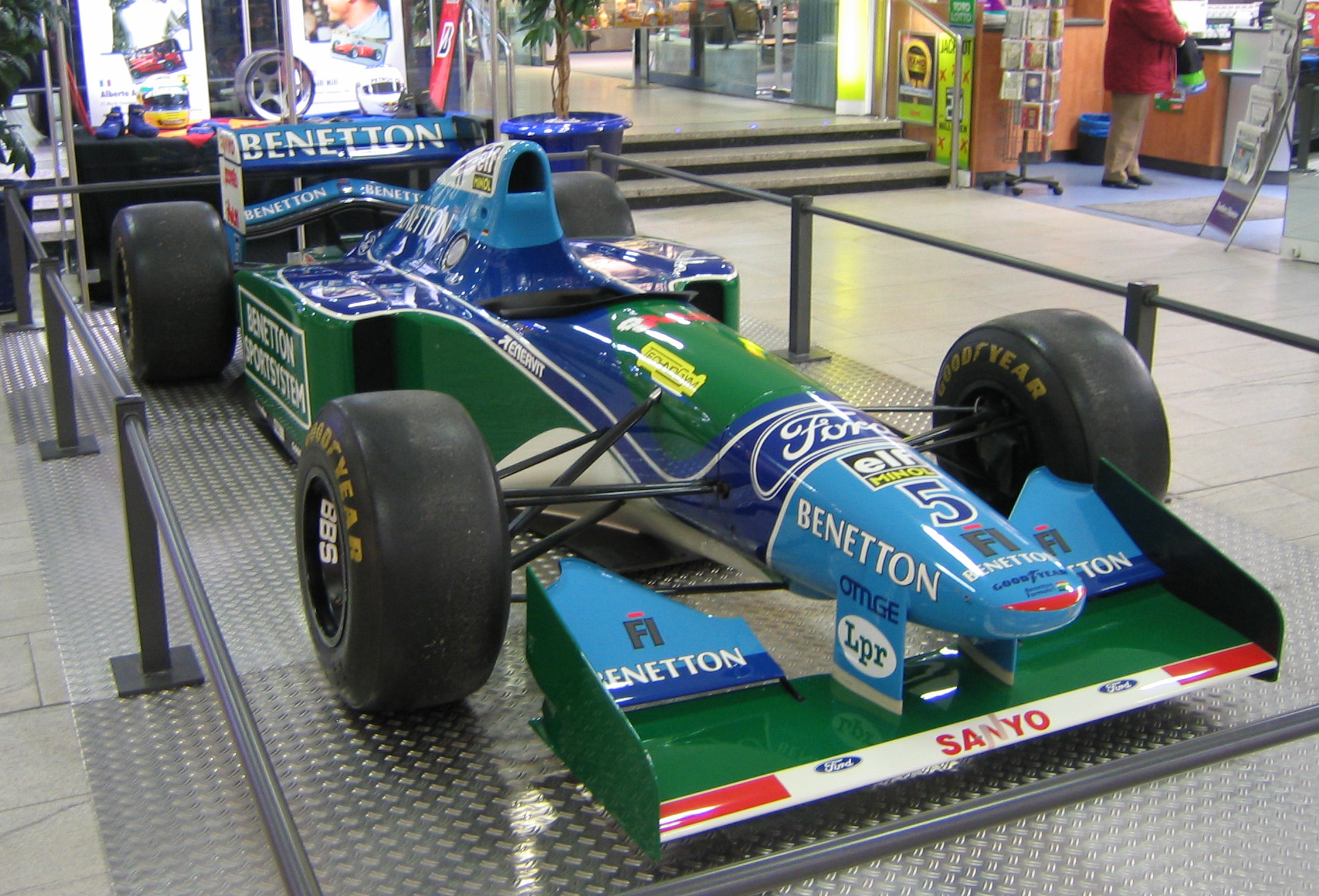
Der mit einem Zetec-R-Achtzylinder (EC) betriebene Benetton B194 von Michael Schumacher

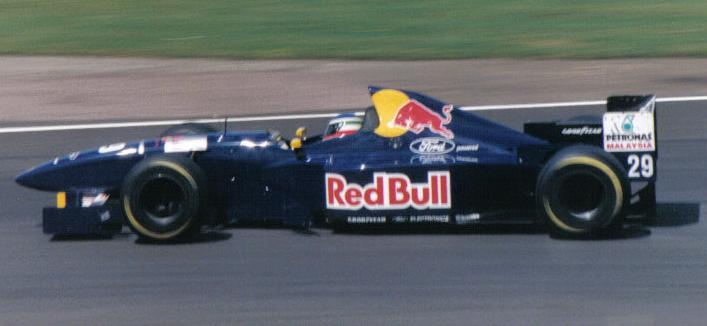
Sauber C14 mit Zetec-R-Achtzylinder (ECA, 1995)

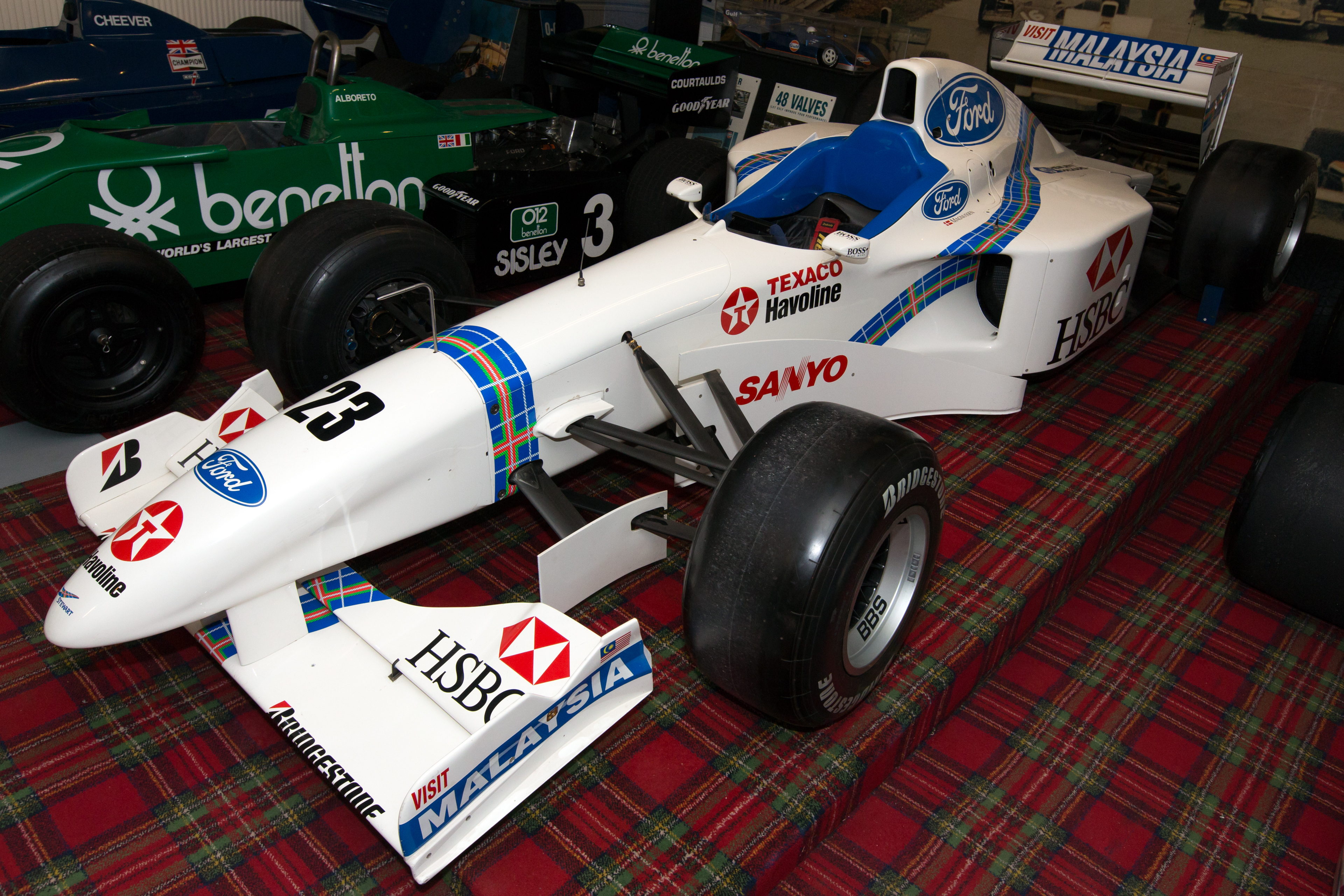
Stewart SF01 mit Zetec-R-Zehnzylindermotor (1997)

Unter der Bezeichnung Zetec-R wurden zwischen 1994 und 2001 auch unterschiedliche Acht- und Zehnzylindermotoren von diversen Teams in der Formel-1-Weltmeisterschaft eingesetzt. Bei diesen Motoren handelte es sich um reine Motorsportmotoren, die von Cosworth komplett neu entwickelt wurden. Sie waren technisch nicht mit der Zetec-Motorenfamilie verwandt.

### Achtzylindermotoren
Die Zetec-R-Achtzylindermotoren wurden von 1994 bis 1997 in der Formel-1-Weltmeisterschaft eingesetzt. In der ursprünglichen Version trugen sie die werksinterne Bezeichnung Cosworth EC und hatten sie einen Hubraum von 3,5 Litern. Sie war Cosworths Werksmotor und stand ausschließlich Benetton zur Verfügung, während alle anderen Kunden veraltete Cosworth-HB-Motoren erhielten, die technisch eigenständig waren. Durch eine Änderung des Reglements war für 1995 eine Reduzierung des Hubraums auf 3,0 Liter erforderlich. Diese werksintern als Cosworth ECA bezeichnete Version wurde offiziell wieder als Zetec-R vermarktet. Sie war 1995 wiederum der leistungsstärkste Cosworth-Motor, der sich von den einfacheren und kostengünstigeren Kundenmotoren vom Typ Cosworth ED abhob.
Der Zetec-R-Motor wurden von folgenden Teams eingesetzt:
- 1994: Benetton (Cosworth EC, 3,5 Liter)
- 1995: Sauber (Cosworth ECA, 3,0 Liter)
- 1996: Forti Corse (Cosworth ECA, 3,0 Liter)
- 1997: Mastercard Lola (Cosworth ECA, 3,0 Liter)

### Zehnzylindermotoren
Auch die Zetec-R-Zehnzylindermotoren stammten von Cosworth und wurden dort zunächst unter der Bezeichnung Cosworth JD entwickelt. Nach ihrer Debütsaison 1996 erhielten sie eine Überarbeitung und wurden den Folgejahren als Cosworth VJ bezeichnet. Eingesetzt wurden diese Motoren jeweils bei:
- 1996: Sauber
- 1997: Stewart
- 1998: Stewart (weiterentwickelte Version), Minardi und Tyrrell (jeweils mit Entwicklungsstand 1997).
- 1999: Minardi (Entwicklungsstand 1998)
- 2000: Minardi, unter der Bezeichnung „Fondmetal 3.0 V10“ (Entwicklungsstand 1998)
- 2001: Minardi, unter der Bezeichnung „European V10“ (Entwicklungsstand 1998)